# Lentaria dendroidea
Lentaria dendroidea är en svampart som tillhör divisionen basidiesvampar, och som beskrevs av J. H. Petersen 1996. Lentaria dendroidea ingår i släktet Lentaria, och familjen Gomphaceae. Arten är reproducerande i Sverige.